# Exército Confederado do Shenandoah
O Exército do Shenandoah (em inglês: Army of the Shenandoah) foi um exército dos Estados Confederados da América durante a Guerra Civil Americana; foi organizado para defender o Vale Shenandoah na Virgínia durante os primeiros meses da guerra. O exército foi transferido para reforçar o Exército Confederado do Potomac na Primeira Batalha de Bull Run. Após a batalha, o exército foi fundido no Exército do Potomac.

## História
O Exército do Shenandoah surgiu de várias milícias e companhias voluntárias enviadas para tomar e defender a cidade de Harpers Ferry, na Virgínia (atualmente localizada na Virgínia Ocidental). Para organizar e treinar as milícias, o comandante-geral do exército do estado da Virgínia, Robert E. Lee, inicialmente nomeou Thomas J. Jackson para comandar o posto. Jackson formou cinco regimentos de infantaria e uma bateria de artilharia, formando a base da Brigada Stonewall. Em 15 de maio, Joseph E. Johnston substituiu Jackson como comandante da Harpers Ferry e continuou a receber regimentos adicionais de toda a Confederação. Ele eventualmente teria quatro brigadas de infantaria e um regimento independente de cavalaria, o 1º Regimento de Cavalaria da Virgínia comandada por J.E.B. Stuart.
Em meados de junho de 1861, as forças do Departamento da Pensilvânia, comandadas por Robert Patterson, começaram a se mover para o sul em direção a Harpers Ferry. Temendo que o terreno ao redor da cidade tornasse a cidade indefensável, Johnston destruiu as pontes e o máximo de equipamentos encontrados, recuando para Winchester; Patterson permaneceu ao longo do rio Potomac em vez de perseguir Johnston. Nas semanas seguintes, as duas forças se encontraram, entrando em confronto apenas uma vez, em Falling Waters no dia 2 de julho. Depois de esperar por quase duas semanas a chegada do Exército Federal do Potomac, Patterson decidiu avançar em direção a Winchester, mas encontrou o Regimento de Stuart que acobertava o exército de Johnston. Patterson parou novamente e consultou seus oficiais, que aconselharam cautela; esse conselho, junto com a recusa de vários regimentos que deveriam se reunir para permanecer por mais tempo, convenceu Patterson a cancelar o avanço. Isso permitiu a Johnston seguir as ordens que havia recebido em 18 de julho de transferir seu exército para reforçar o Exército do Potomac do general P.G.T. Beauregard em Manassas Junction. O deslocamento começou na mesma noite, com cada brigada marchando para Piedmont, onde embarcaram em um trem para Manassas Junction. Como havia apenas um trem na Ferrovia Manassas Gap, as brigadas chegaram uma de cada vez, com a artilharia e a cavalaria marchando por terra. As unidades finais do exército de Johnston chegaram na tarde de 21 de julho. 
Como mais experiente que Beauregard, Johnston comandava os dois exércitos presentes. Antes de Johnston chegar a Manassas, Beauregard traçou planos para um ataque ao exército da União de Irvin McDowell em Bull Run, em 21 de julho, usando brigadas de ambos os exércitos, e Johnston aprovou o plano, permitindo que Beauregard emitisse as ordens necessárias em seu nome. No entanto, as ordens foram vagas e contraditórias, o que confundiu os comandantes das brigadas e impediu o ataque. Na manhã de 21 de julho, McDowell lançou seu próprio ataque à ala esquerda do exército confederado, defendida por somente uma das brigadas de Beauregard. Com o crescimento dos conflitos em Matthews Hill e Henry House Hill, brigadas confederadas adicionais foram movidas para o flanco esquerdo. Eventualmente, as quatro brigadas de Johnston e quatro das oito brigadas de Beauregard estavam engajadas nesta área. Foi durante a defesa de Henry House Hill que Jackson recebeu o apelido de "Stonewall", que também se tornou o nome de sua brigada.
Após a batalha, as unidades de Johnston e Beauregard foram estabelecidss no Departamento da Virgínia do Norte, com os exércitos reunidos durante a batalha usando o nome de "Exército do Potomac"; Johnston manteve o comando do exército, com Beauregard permanecendo como segundo em comando até sua transferência para o Teatro Ocidental.

## Organização militar da Batalha de Bull Run
Exército do Shenandoah: General Joseph E. Johnston
- Primeira Brigada: Brigadeiro-General Thomas J. Jackson
  - 2º Regimento de Infantaria da Virgínia - Coronel James W. Allen;
  - 4º Regimento de Infantaria da Virgínia - Coronel James F. Preston;
  - 5º Regimento de Infantaria da Virgínia - Coronel K. Harper;
  - 27º Regimento de Infantaria da Virgínia - Tenente-Coronel John Echols;
  - 33º Regimento de Infantaria da Virgínia - Coronel Arthur C. Cummings;
  - 1ª Bateria de Artilharia Rockbridge - Capitão J.P. Brockenbrough.
- Segunda Brigada: Coronel Francis Bartow e o Coronel Lucius J. Gartrell
  - 7º Regimento de Infantaria da Geórgia - Coronel L.J. Gartrell;
  - 8º Regimento de Infantaria da Geórgia - Tenente-Coronel WM Gardner;
  - 1º Batalhão de Infantaria do Kentucky - Major Thomas Claiborne;
  - Batalhão do Kentucky - Major Jon Pope;
  - Bateria da Artilharia Wise - Tenente John Pelham.
- Terceira Brigada: Brigadeiro-General Barnard E. Bee e o Coronel States Rights Gist
  - 4º Regimento de Infantariado Alabama - Coronel Egbert Jones e o Coronel States Rights Gist;
  - 2º Regimento de Infantaria do Mississippi - Coronel William C. Falkner;
  - 11º Regimento de Infantaria do Mississippi - Tenente-Coronel P.F. Liddell;
  - 6º Regimento de Infantaria da Carolina do Norte - Coronel C.F. Fisher;
  - Artilharia Staunton - Capitão John D. Imboden.
- Quarta Brigada: Brigadeiro-General Edmund Kirby Smith e o Coronel Arnold Elzey
  - 1º Batalhão de Infantaria de Maryland - Tenente-Coronel George H. Steuart;
  - 3º Regimento de Infantaria do Tennessee - Coronel John C. Vaughn;
  - 10º Regimento de Infantaria da Virgínia - Coronel S.B. Gibbons;
  - Artilharia Culpeper - Tenente R.F. Beckham.
- Não organizado:
  - 1º Regimento de Cavalaria da Virgínia - Coronel J.E.B. Stuart;
  - Artilharia Thomas - Capitão P.B. Stanard.